# Sin sombra no hay luz
Sin Sombra No Hay Luz es el segundo álbum de estudio de la banda venezolana Sentimiento Muerto, producido por el cantante y productor Guillermo Carrasco. Muestra un crecimiento musical enorme, con respecto a su primer álbum. Canciones más elaboradas, con una riqueza sonora evidente; pero tal vez con unas letras menos directas y mensajes muy crípticos.

## Acogida
Con este álbum, la evolución de la banda llega a cotas inesperadas. Incluso logran tocar en el venerado y ya desaparecido CBGB, de la ciudad de New York; y su video para la canción: El Payaso, grabado también en esa ciudad, es transmitido para la cadena MTV. Cabe destacar, que esta transmisión no se hizo dentro de la MTV que se transmite especialmente para América Latina, y en el que actualmente aparecen muchísimos grupos latinos; sino que era transmitido para la MTV que se emite para todo el público estadounidense.

## Listado de canciones
| Cara A |                         |                         |                  |          |  |
| N.º    | Título                  | Letras                  | Música           | Duración |  |
| 1.     | «El Payaso»             | Cayayo                  | Pingüino, Cayayo | 3:06     |  |
| 2.     | «Nada Sigue Igual»      | Dagnino, Cabello        | Dagnino          | 3:23     |  |
| 3.     | «Ganas»                 | Cabello                 | Cayayo           | 3:30     |  |
| 4.     | «Resiste»               | Cabello                 | Cayayo           | 3:47     |  |
| 5.     | «Sin Sombra No Hay Luz» | Cayayo, Ibarra, Dagnino | Cayayo           | 3:33     |  |

| Cara B |                |                   |         |          |  |
| N.º    | Título         | Letras            | Música  | Duración |  |
| 6.     | «Ayug Paye»    | Ibarra            | Dagnino | 3:57     |  |
| 7.     | «Ojos Chinos»  | Cabello, Dagnino  | Dagnino | 2:13     |  |
| 8.     | «El Barco»     | Dagnino           | Dagnino | 3:10     |  |
| 9.     | «Transparente» | Pingüino, Dagnino | Cayayo  | 2:58     |  |
| 10.    | «Mi Bemol»     | Cayayo            | Cayayo  | 5:00     |  |

## Formación
Pablo Dagnino : Voz principal, coros y teclado

Carlos Eduardo "Cayayo" Troconis † : Coros y guitarra

José "Pingüino" Echezuría : Guitarra

Erwin "Wincho" Schäfer : Bajo

Sebastián Araujo : Batería

## Músico Invitado
Endel : Congas y Bongo (pistas A3 y B1).

## Créditos
- Productores: Guillermo Carrasco y Sentimiento Muerto
- Productor Ejecutivo: Carlos Sánchez
- Grabado y Mezclado por: Germán Landaeta
- Grabado y Mezclado en: Sonodosmil (Caracas)
- Diseño Gráfico: Carlos Eduardo "Cayayo" Troconis †
- Foto: Andrés Manner